# Llista de biblioteques de Barcelona
Llista de biblioteques de Barcelona incloses en el Directori de Biblioteques de Catalunya.
| Nom | Municipi  | Adreça                                                             | Titularitat           | Codi? | Imatge |
| --- | --------- | ------------------------------------------------------------------ | --------------------- | ----- | --- |
| Departament d'Ensenyament. Biblioteca i Centre Documental                                                                          | Barcelona | Via Augusta, 202 coord.                                            | Generalitat           | E0006 | Carregueu una nova foto |
| Biblioteca del Centre d'Estudis Jurídics i Formació Especialitzada                                                                 | Barcelona | C. Ausiàs March, 40 coord.                                         | Generalitat           | E0007 | Carregueu una nova foto |
| Centre de Documentació Juvenil | Barcelona | C. Calàbria, 147 coord.                                            | Generalitat           | E0010 | Carregueu una nova foto |
| Casa Amèrica Catalunya. Biblioteca                                                                                                 | Barcelona | C. Còrsega, 299, entl. coord.                                      | Generalitat           | E0016 | Casa Amèrica Catalunya · Vegeu més fotos · Carregueu una nova foto                                                         |
| Biblioteca d'Empresa i Ocupació | Barcelona | Pg. de Gràcia, 105, 2n coord.                                      | Generalitat           | E0018 | Carregueu una nova foto |
| Institut de Recerca i Tecnologia Agroalimentàries (IRTA). Servei de Documentació                                                   | Barcelona | Pg. de Gràcia, 44, 3r coord.                                       | Generalitat           | E0019 | Carregueu una nova foto |
| Centre de Documentació de la Direcció General de Cultura Popular i Tradicional                                                     | Barcelona | Pl. de Salvador Seguí, 1 -- 9 coord.                               | Generalitat           | E0021 | Centre de Documentació de la Direcció General de Cultura Popular i Tradicional · Vegeu més fotos · Carregueu una nova foto |
| Parlament de Catalunya. Biblioteca                                                                                                 | Barcelona | Parc de la Ciutadella coord.                                       | Altra titularitat     | E0025 | Parlament de Catalunya · Vegeu més fotos · Carregueu una nova foto                                                         |
| Departament de Salut. Negociat de Documentació i Biblioteca                                                                        | Barcelona | Trav. de les Corts, 131--159 coord.                                | Generalitat           | E0028 | Carregueu una nova foto |
| Biblioteca de l'Institut de Medicina Legal de Catalunya                                                                            | Barcelona | G. Via de les Corts Catalanes, 111, Edifici G, 5a planta coord.    | Generalitat           | E0029 | Carregueu una nova foto |
| Biblioteca de la Ciutat de la Justícia de Barcelona                                                                                | Barcelona | G. Via de les Corts Catalanes, 111, Edifici C, planta baixa coord. | Generalitat           | E0030 | Carregueu una nova foto |
| Biblioteca de la Fiscalia Superior de Catalunya i Fiscalia Provincial de Barcelona                                                 | Barcelona | G. Via de les Corts Catalanes, 111 coord.                          | Generalitat           | E0031 | Carregueu una nova foto |
| Departament d'Economia i Coneixement. Centre de Documentació                                                                       | Barcelona | Rbla. de Catalunya, 19-21 coord.                                   | Generalitat           | E0032 | Carregueu una nova foto |
| Institut Català de la Salut. Centre Documental Virtual                                                                             | Barcelona | G. Via de les Corts Catalanes, 587 coord.                          | Generalitat           | E0033 | Carregueu una nova foto |
| Institut Cartogràfic de Catalunya. Cartoteca                                                                                       | Barcelona | Parc de Montjuïc coord.                                            | Generalitat           | E0034 | Carregueu una nova foto |
| Museu Nacional d'Art de Catalunya. Biblioteca                                                                                      | Barcelona | Parc de Montjuïc coord.                                            | Generalitat           | E0035 | Museu Nacional d'Art de Catalunya · Vegeu més fotos · Carregueu una nova foto                                              |
| Consell de Garanties Estatutàries de Catalunya. Biblioteca                                                                         | Barcelona | Bda. de Sant Miquel, 8, planta baixa coord.                        | Altra titularitat     | E0038 | Carregueu una nova foto |
| Institut d'Estudis de l'Autogovern. Fons Documental i Bibliogràfic                                                                 | Barcelona | C. Gegants, 2 coord.                                               | Generalitat           | E0039 | Carregueu una nova foto |
| Museu d'Art Contemporani de Barcelona. Biblioteca                                                                                  | Barcelona | Pl. dels Àngels, 8 coord.                                          | Ajuntament            | E0047 | Carregueu una nova foto |
| Casa Àsia. Mediateca | Barcelona | Av. Diagonal, 373, 4t coord.                                       | Altra titularitat     | E0049 | Carregueu una nova foto |
| Departament de Territori i Sostenibilitat. Centre de Documentació de Medi Ambient                                                  | Barcelona | Av. Diagonal, 643 coord.                                           | Generalitat           | E0050 | Carregueu una nova foto |
| TERMCAT, Centre de Terminologia. Servei de Documentació                                                                            | Barcelona | C. Mallorca, 272, 1a planta coord.                                 | Generalitat           | E0051 | Carregueu una nova foto |
| Consell de Treball, Econòmic i Social de Catalunya. Centre de Documentació                                                         | Barcelona | C. Diputació, 284, 2n coord.                                       | Generalitat           | E0052 | Carregueu una nova foto |
| Departament d'Interior. Centre de Documentació i Biblioteca                                                                        | Barcelona | C. Diputació, 355 coord.                                           | Generalitat           | E0053 | Carregueu una nova foto |
| Consell de l'Audiovisual de Catalunya. Documentació i Arxiu                                                                        | Barcelona | C. Sancho de Àvila, 125-129 coord.                                 | Altra titularitat     | E0055 | Carregueu una nova foto |
| Institut Nacional d'Educació Física de Catalunya (Barcelona). Biblioteca                                                           | Barcelona | Av. Estadi coord.                                                  | Generalitat           | E0056 | Carregueu una nova foto |
| Biblioteca dels Jutjats Socials | Barcelona | C. Girona, 2, 1a planta coord.                                     | Generalitat           | E0062 | Carregueu una nova foto |
| Biblioteca de l'Escola d'Administració Pública de Catalunya                                                                        | Barcelona | C. Girona, 20 coord.                                               | Generalitat           | E0063 | Carregueu una nova foto |
| Institut Europeu de la Mediterrània (IEMed). Biblioteca                                                                            | Barcelona | C. Girona, 20, planta baixa coord.                                 | Altra titularitat     | E0064 | Institut Europeu de la Mediterrània (IEMed) · Vegeu més fotos · Carregueu una nova foto                                    |
| Centre d'Estudis del Transport de la Mediterrània Occidental. Biblioteca                                                           | Barcelona | Av. Josep Tarradellas, 10, 7è coord.                               | Altra titularitat     | E0071 | Carregueu una nova foto |
| Departament de Territori i Sostenibilitat. Biblioteca                                                                              | Barcelona | Av. Josep Tarradellas, 2 --6 coord.                                | Generalitat           | E0072 | Carregueu una nova foto |
| Biblioteca d'Universitats i Recerca. Serveis Centrals                                                                              | Barcelona | Via Laietana, 33, 7è coord.                                        | Generalitat           | E0073 | Carregueu una nova foto |
| Biblioteca del TSJC. Sala Contenciosa Administrativa                                                                               | Barcelona | Via Laietana, 56, 1a planta coord.                                 | Generalitat           | E0074 | Carregueu una nova foto |
| Biblioteca d'Universitats i Recerca. AQU Catalunya                                                                                 | Barcelona | Via Laietana, 28, 5è coord.                                        | Generalitat           | E0075 | Carregueu una nova foto |
| Institut d'Estadística de Catalunya. Biblioteca                                                                                    | Barcelona | Via Laietana, 58 coord.                                            | Generalitat           | E0076 | Institut d'Estadística de Catalunya · Vegeu més fotos · Carregueu una nova foto                                            |
| Sindicatura de Comptes de Catalunya. Biblioteca                                                                                    | Barcelona | Av. Litoral, 12- -14 coord.                                        | Generalitat           | E0077 | Carregueu una nova foto |
| Autoritat Catalana de Protecció de Dades. Centre de Documentació                                                                   | Barcelona | C. Llacuna, 166 coord.                                             | Generalitat           | E0078 | Carregueu una nova foto |
| Biblioteca del TSJC i de l'Audiència Provincial de Barcelona                                                                       | Barcelona | Pg. Lluís Companys coord.                                          | Generalitat           | E0080 | Carregueu una nova foto |
| Departament de la Presidència. Gabinet de Documentació i Biblioteca                                                                | Barcelona | C. Marquès de Barberà, 33 coord.                                   | Generalitat           | E0082 | Carregueu una nova foto |
| Escola Superior de Música de Catalunya. Biblioteca                                                                                 | Barcelona | C. Padilla, 155 coord.                                             | Altra titularitat     | E0085 | Escola Superior de Música de Catalunya · Vegeu més fotos · Carregueu una nova foto                                         |
| Agència Catalana del Consum. Centre de Documentació                                                                                | Barcelona | C. Pamplona, 113 coord.                                            | Generalitat           | E0088 | Carregueu una nova foto |
| Centre d'Història Contemporània de Catalunya (CHCC). Biblioteca Josep Benet                                                        | Barcelona | Pl. Pau Vila, 3 coord.                                             | Generalitat           | E0089 | Centre d'Història Contemporània de Catalunya (CHCC) · Vegeu més fotos · Carregueu una nova foto                            |
| Dixit. Centre de Documentació de Serveis Socials                                                                                   | Barcelona | Pl. Pau Vila, 1 coord.                                             | Generalitat           | E0090 | Carregueu una nova foto |
| Institut Català de les Dones. Centre de Documentació                                                                               | Barcelona | Pl. Pere Coromines, 1 coord.                                       | Generalitat           | E0092 | Institut Català de les Dones · Vegeu més fotos · Carregueu una nova foto                                                   |
| Centre de Documentació de la Direcció General de Política Lingüística                                                              | Barcelona | C. del Portal de Santa Madrona, 6-8 coord.                         | Generalitat           | E0093 | Carregueu una nova foto |
| Biblioteca del Patrimoni Cultural                                                                                                  | Barcelona | C. Portaferrissa, 1 -- 3 coord.                                    | Generalitat           | E0095 | Carregueu una nova foto |
| Subdirecció General d'Arxius i Museus. Centre de Recursos Arxivístics de Catalunya. Biblioteca                                     | Barcelona | C. Portaferrissa, 1--3 coord.                                      | Generalitat           | E0096 | Carregueu una nova foto |
| Biblioteca del Cinema | Barcelona | Pl. de Salvador Seguí, 1-9 coord.                                  | Generalitat           | E0097 | Biblioteca del Cinema · Vegeu més fotos · Carregueu una nova foto                                                          |
| Departament de Cultura. Biblioteca Central                                                                                         | Barcelona | C. Portal de Santa Madrona, 12, 5a planta coord.                   | Generalitat           | E0098 | Carregueu una nova foto |
| Institut d'Estudis de la Salut. Biblioteca                                                                                         | Barcelona | C. Roc Boronat, 81--95 coord.                                      | Generalitat           | E0102 | Carregueu una nova foto |
| Museu d'Arqueologia de Catalunya (Barcelona). Biblioteca                                                                           | Barcelona | Pg. Santa Madrona, 39--41 coord.                                   | Generalitat           | E0105 | Carregueu una nova foto |
| Biblioteca dels Jutjats Contenciosos Administratius                                                                                | Barcelona | Rda. Universitat, 18, 9a planta coord.                             | Generalitat           | E0108 | Carregueu una nova foto |
| Biblioteca de la Societat Espanyola de Psicoanàlisi                                                                                | Barcelona | C. Alacant, 27, entresòl C coord.                                  | Privada               | E0112 | Carregueu una nova foto |
| Biblioteca de l'Arxiu de la Corona d'Aragó                                                                                         | Barcelona | C. Almogàvers, 77 coord.                                           | Adm. Gral. de l'Estat | E0114 | Carregueu una nova foto |
| Biblioteca de l'Institut Britànic. British Council's Library                                                                       | Barcelona | C. Amigó, 83 coord.                                                | Altra titularitat     | E0115 | Carregueu una nova foto |
| Biblioteca de l'Agrupació Astronòmica de Barcelona (Aster)                                                                         | Barcelona | C. Aragó, 141-143 2º E coord.                                      | Privada               | E0117 | Carregueu una nova foto |
| Biblioteca Ventosa i Roig. Fundació Roca Gales                                                                                     | Barcelona | C. Aragó, 281, 1r-1a. coord.                                       | Privada               | E0118 | Carregueu una nova foto |
| Biblioteca Col·legi d'Arquitectes de Catalunya. Demarcació de Barcelona                                                            | Barcelona | C. Arcs, 1 - 3, 3r. coord.                                         | Altra titularitat     | E0119 | Carregueu una nova foto |
| Delegació Territorial de la AEMET en Cataluña (Instituto de Meteorología). Biblioteca                                              | Barcelona | C. Arquitecte Sert, 1 coord.                                       | Adm. Gral. de l'Estat | E0120 | Carregueu una nova foto |
| Biblioteca de l'Institut d'Estudis Nord-americans                                                                                  | Barcelona | Via Augusta, 123 coord.                                            | Privada               | E0122 | Carregueu una nova foto |
| Biblioteca de la Càtedra Gaudí | Barcelona | C. Baldiri Reixac, 2 coord.                                        | Privada               | E0123 | Carregueu una nova foto |
| Reial Acadèmia de les Bones Lletres                                                                                                | Barcelona | C. Bisbe Caçador, 3 coord.                                         | Privada               | E0125 | Carregueu una nova foto |
| Biblioteca de l'Ateneu Barcelonès                                                                                                  | Barcelona | C. Canuda, 6 coord.                                                | Privada               | E0133 | Carregueu una nova foto |
| Biblioteca Provincial dels Caputxins de Catalunya                                                                                  | Barcelona | C. Cardenal Vives i Tutó, 12 - 16 coord.                           | Privada               | E0137 | Carregueu una nova foto |
| Biblioteca de la Reial Acadèmia de Medicina de Catalunya                                                                           | Barcelona | C. Carme, 47 coord.                                                | Privada               | E0138 | Carregueu una nova foto |
| Institut d'Estudis Catalans. Servei de Documentació i Arxiu                                                                        | Barcelona | C. Carme, 47 coord.                                                | Altra titularitat     | E0139 | Carregueu una nova foto |
| Fundació Puigvert, Biblioteca | Barcelona | C. Cartagena, 340 - 350 coord.                                     | Privada               | E0140 | Carregueu una nova foto |
| Centre de Documentació Begoña Raventós (Fundació Catalana Síndrome de Down)                                                        | Barcelona | C. Comte Borrell, 201-203, entresòl coord.                         | Altra titularitat     | E0142 | Carregueu una nova foto |
| Servei del Patrimoni Arquitectònic Local de la Diputació de Barcelona. Biblioteca                                                  | Barcelona | C. Comte d'Urgell, 187 coord.                                      | Diputació             | E0144 | Carregueu una nova foto |
| Fundació Joan Miró. Biblioteca del Centre d'Estudis d'Art Contemporani                                                             | Barcelona | Parc de Montjuïc coord.                                            | Privada               | E0147 | Fundació Joan Miró · Vegeu més fotos · Carregueu una nova foto                                                             |
| Centre de Documentació Montserrat Roig. Col·legi de Periodistes de Catalunya                                                       | Barcelona | Rbla. de Catalunya, 10 coord.                                      | Privada               | E0150 | Carregueu una nova foto |
| Institut Amatller d'Art Hispànic. Biblioteca                                                                                       | Barcelona | Pg. de Gràcia, 41, pral. coord.                                    | Privada               | E0154 | Carregueu una nova foto |
| Biblioteca Borsa de Barcelona | Barcelona | Pg. de Gràcia, 19 coord.                                           | Privada               | E0155 | Carregueu una nova foto |
| Biblioteca del Col·legi Oficial d'Odontòlegs i Estomatòlegs de Catalunya                                                           | Barcelona | Trav. de Gràcia, 95 coord.                                         | Privada               | E0156 | Carregueu una nova foto |
| Biblioteca Asociación Numismática Española                                                                                         | Barcelona | G. Via de les Corts Catalanes, 627 coord.                          | Privada               | E0164 | Carregueu una nova foto |
| Biblioteca Pública Arús | Barcelona | Pg. de Sant Joan, 26 coord.                                        | Altra titularitat     | E0169 | Carregueu una nova foto |
| CSIC - Ajuntament de Barcelona. Institut Botànic de Barcelona                                                                      | Barcelona | Pg. del Migdia coord.                                              | Adm. Gral. de l'Estat | E0172 | Carregueu una nova foto |
| Biblioteca Reial Acadèmia de Ciències i Arts de Barcelona                                                                          | Barcelona | Rbla. dels Estudis, 115 coord.                                     | Privada               | E0174 | Carregueu una nova foto |
| CETaqua, Centro Tecnológico del Agua, Fundación Privada                                                                            | Barcelona | Pg. dels Til·lers, 3 coord.                                        | Privada               | E0175 | Carregueu una nova foto |
| Biblioteca dels Carmelites Descalços de Catalunya i Balears                                                                        | Barcelona | Av. Diagonal, 424 coord.                                           | Privada               | E0176 | Carregueu una nova foto |
| Museu de Ceràmica. Biblioteca | Barcelona | Av. Diagonal, 686 coord.                                           | Ajuntament            | E0177 | Carregueu una nova foto |
| Biblioteca d'Urbanisme (Ajuntament de Barcelona)                                                                                   | Barcelona | Av. Diagonal, 240, 4a Planta coord.                                | Ajuntament            | E0178 | Carregueu una nova foto |
| Col·legi Universitari Penyafort, Biblioteca                                                                                        | Barcelona | Av. Diagonal, 643 coord.                                           | Universitat           | E0179 | Carregueu una nova foto |
| Biblioteca del Camp Freudià de Barcelona                                                                                           | Barcelona | C. Diagonal, 333 coord.                                            | Privada               | E0180 | Carregueu una nova foto |
| Biblioteca Pública Episcopal del Seminari de Barcelona                                                                             | Barcelona | C. Diputació, 231 coord.                                           | Privada               | E0182 | Carregueu una nova foto |
| Museu Geològic del Seminari de Barcelona. Biblioteca                                                                               | Barcelona | C. Diputació, 231 coord.                                           | Altra titularitat     | E0183 | Carregueu una nova foto |
| Museu Marítim. Biblioteca | Barcelona | Av. Drassanes coord.                                               | Ajuntament            | E0188 | Museu Marítim · Vegeu més fotos · Carregueu una nova foto                                                                  |
| Biblioteca Rosa Sensat | Barcelona | Av. Drassanes, 3 coord.                                            | Privada               | E0189 | Carregueu una nova foto |
| Instituto Nacional de Seguridad e Higiene del Trabajo (INSHT). Biblioteca                                                          | Barcelona | C. Dulcet, 2- 10 coord.                                            | Adm. Gral. de l'Estat | E0190 | Carregueu una nova foto |
| Biblioteca Balmes. Fundació Balmesiana                                                                                             | Barcelona | C. Duran i Bas, 9 coord.                                           | Privada               | E0191 | Carregueu una nova foto |
| Biblioteca de la Institució Milà i Fontanals (CSIC)                                                                                | Barcelona | C. Egipcíaques, 15 coord.                                          | Adm. Gral. de l'Estat | E0193 | CSIC · Carregueu una nova foto                                                                                             |
| Biblioteca Centre d'Estudis Internacionals de Barcelona (CIDOB)                                                                    | Barcelona | C. Elisabets, 12 coord.                                            | Privada               | E0194 | Carregueu una nova foto |
| Col·legi Major Universitari Mater Salvatoris, Biblioteca                                                                           | Barcelona | C. Emancipació, 33 coord.                                          | Privada               | E0195 | Carregueu una nova foto |
| Centro Español de Plásticos. Biblioteca                                                                                            | Barcelona | C. Enric Granados, 101, baixos coord.                              | Privada               | E0198 | Carregueu una nova foto |
| Biblioteca Artur Martorell | Barcelona | Pl. Espanya, 5 coord.                                              | Altra titularitat     | E0199 | Carregueu una nova foto |
| Biblioteca Col·legi de Farmacèutics de la Província de Barcelona                                                                   | Barcelona | C. Girona, 64-66 coord.                                            | Privada               | E0203 | Carregueu una nova foto |
| Biblioteca Col·legi Major Universitari Sagrat Cor                                                                                  | Barcelona | C. Hort de la Vila, 46 coord.                                      | Privada               | E0204 | Carregueu una nova foto |
| Reial Acadèmia de Farmàcia. Biblioteca                                                                                             | Barcelona | C. Hospital, 56 coord.                                             | Privada               | E0206 | Carregueu una nova foto |
| Biblioteca Centre de Documentació de la Creu Roja a Catalunya                                                                      | Barcelona | C. Joan d'Austria, 120 -124 coord.                                 | Altra titularitat     | E0213 | Carregueu una nova foto |
| Biblioteca Ferrer Internacional Centre d'Investigació                                                                              | Barcelona | C. Juan de Sada, 32 coord.                                         | Privada               | E0214 | Carregueu una nova foto |
| CSIC. Biblioteca del Centre d'Investigació i Desenvolupament Pascual Vila                                                          | Barcelona | C. Jordi Girona Salgado, 18-26 coord.                              | Adm. Gral. de l'Estat | E0215 | Carregueu una nova foto |
| Biblioteca de la Real Academia de Ciencias Económicas y Financieras                                                                | Barcelona | Via Laietana, 32, 4ª desp.91 coord.                                | Privada               | E0216 | Carregueu una nova foto |
| Biblioteca Associació d'Enginyers Industrials de Catalunya                                                                         | Barcelona | Via Laietana, 39 coord.                                            | Privada               | E0217 | Carregueu una nova foto |
| Biblioteca del Foment del Treball Nacional                                                                                         | Barcelona | Via Laietana, 34-36, pral. coord.                                  | Privada               | E0218 | Carregueu una nova foto |
| Biblioteca Societat Astronòmica d'Espanya i Amèrica                                                                                | Barcelona | C. Lepant, 422, local F coord.                                     | Privada               | E0220 | Carregueu una nova foto |
| Biblioteca Centre de Documentació Estadística                                                                                      | Barcelona | C. Llacuna, 161, 3r. coord.                                        | Altra titularitat     | E0222 | Carregueu una nova foto |
| CSIC. Institut de Robòtica i Informàtica Industrial. Biblioteca                                                                    | Barcelona | C. Llorens i Artigas, 4 - 6, 2a planta coord.                      | Adm. Gral. de l'Estat | E0223 | Carregueu una nova foto |
| CSIC. Institut de Ciències de la Terra Jaume Almera. Biblioteca                                                                    | Barcelona | C. Lluís Solé y Sabarís coord.                                     | Adm. Gral. de l'Estat | E0224 | Carregueu una nova foto |
| Biblioteca de l'Il·lustre Col·legi d'Advocats de Barcelona                                                                         | Barcelona | C. Mallorca, 283 coord.                                            | Privada               | E0225 | Carregueu una nova foto |
| Biblioteca de l'Institut Alemany / Goethe Institut                                                                                 | Barcelona | C. Manso, 24-28, 3r coord.                                         | Altra titularitat     | E0227 | Carregueu una nova foto |
| Biblioteca Esteve | Barcelona | Av. Mare de Déu de Montserrat, 221 coord.                          | Privada               | E0228 | Carregueu una nova foto |
| Biblioteca Centre de Documentació i Museu de les Arts Escèniques. Institut del Teatre                                              | Barcelona | Pl. Margarida Xirgu coord.                                         | Diputació             | E0229 | Biblioteca Centre de Documentació i Museu de les Arts Escèniques · Vegeu més fotos · Carregueu una nova foto               |
| CSIC. Centre Mediterrani d'Investigacions Marines i Ambientals. Biblioteca                                                         | Barcelona | Pg. Marítim de la Barceloneta, 37-49 coord.                        | Adm. Gral. de l'Estat | E0230 | Carregueu una nova foto |
| Mediateca CaixaFòrum Barcelona [Espai de Media Art]                                                                                | Barcelona | Av. Marquès de Comillas, 6-8 coord.                                | Privada               | E0231 | Mediateca CaixaFòrum Barcelona [Espai de Media Art] · Vegeu més fotos · Carregueu una nova foto                            |
| Arxiu Històric de la Diputació de Barcelona. Biblioteca Auxiliar                                                                   | Barcelona | C. Mejía Lequerica, 1 coord.                                       | Diputació             | E0232 | Carregueu una nova foto |
| Biblioteca de l'Institut Italià de Cultura - Consolat General d'Itàlia - Oficina Cultural                                          | Barcelona | Ptge. Méndez Vigo, 5 coord.                                        | Altra titularitat     | E0233 | Carregueu una nova foto |
| Biblioteca Cercle Artístic de Sant Lluc                                                                                            | Barcelona | C. Mercaders, 42 coord.                                            | Privada               | E0234 | Carregueu una nova foto |
| Biblioteca de l'Institut Francès de Barcelona                                                                                      | Barcelona | C. Moià, 8 coord.                                                  | Altra titularitat     | E0235 | Carregueu una nova foto |
| Centre d'Informació i Documentació del Centre d'Estudis i Recursos Culturals                                                       | Barcelona | C. Montalegre, 7 coord.                                            | Diputació             | E0236 | Carregueu una nova foto |
| Disseny Hub Barcelona. Centre de Documentació. DHUBdoc                                                                             | Barcelona | C. Montcada, 12 coord.                                             | Ajuntament            | E0237 | Carregueu una nova foto |
| Museu Picasso. Biblioteca | Barcelona | C. Montcada, 15 - 23 coord.                                        | Ajuntament            | E0238 | Museu Picasso · Vegeu més fotos · Carregueu una nova foto                                                                  |
| Centre d'Oftalmologia Barraquer, Biblioteca                                                                                        | Barcelona | C. Muntaner, 314 coord.                                            | Privada               | E0239 | Carregueu una nova foto |
| Biblioteca Centre UNESCO de Catalunya                                                                                              | Barcelona | C. Nàpols, 346, 1er coord.                                         | Privada               | E0240 | Carregueu una nova foto |
| Biblioteca del Col·legi de Notaris de Catalunya                                                                                    | Barcelona | C. Notariat, 4 coord.                                              | Privada               | E0242 | Carregueu una nova foto |
| Associació d'Amics del Ferrocarril de Barcelona                                                                                    | Barcelona | C. Ocata coord.                                                    | Privada               | E0243 | Carregueu una nova foto |
| Museu de la Música de Barcelona. Espai de Documentació i Recerca                                                                   | Barcelona | C. Lepant, 150, 3a plta. coord.                                    | Ajuntament            | E0244 | Carregueu una nova foto |
| Biblioteca Orfeó Català - Palau de la Música Catalana                                                                              | Barcelona | C. Palau de la Música, 4 coord.                                    | Altra titularitat     | E0247 | Carregueu una nova foto |
| Biblioteca del Centre Excursionista de Catalunya                                                                                   | Barcelona | C. Paradís, 10 pral. coord.                                        | Privada               | E0248 | Carregueu una nova foto |
| IESE - Biblioteca | Barcelona | Av. Pearson, 21 coord.                                             | Privada               | E0249 | Carregueu una nova foto |
| Biblioteca Fundación Jaime Planas                                                                                                  | Barcelona | C. Pere de Montcada, 16 coord.                                     | Privada               | E0250 | Carregueu una nova foto |
| Museu de Ciències Naturals de Barcelona. Biblioteca                                                                                | Barcelona | Pg. Picasso coord.                                                 | Ajuntament            | E0251 | Carregueu una nova foto |
| Biblioteca Agrupació Cultural Folklòrica de Barcelona                                                                              | Barcelona | Pl. Ramon Berenguer el Gran, 2 coord.                              | Privada               | E0253 | Carregueu una nova foto |
| Biblioteca - Centre de Documentació del Col·legi Oficial de Psicòlegs de Catalunya                                                 | Barcelona | C. Rocafort, 129 coord.                                            | Privada               | E0254 | Carregueu una nova foto |
| USP Institut Universitari Dexeus, Biblioteca                                                                                       | Barcelona | C. Sabino Arana, 5-19 coord.                                       | Privada               | E0257 | Carregueu una nova foto |
| Biblioteca Josep Laporte | Barcelona | C. Sant Antoni Maria Claret, 171, planta -1 (soterrani) coord.     | Altra titularitat     | E0259 | Carregueu una nova foto |
| Instituto Nacional de Seguridad Social. Biblioteca                                                                                 | Barcelona | Av. Sant Antoni Maria Claret, 5-11 coord.                          | Privada               | E0260 | Carregueu una nova foto |
| Fundació Vidal i Barraquer. Biblioteca                                                                                             | Barcelona | C. Sant Gervasi de Cassoles, 88-90, baixos coord.                  | Privada               | E0261 | Carregueu una nova foto |
| Biblioteca General. Centre de Documentació de l'Ajuntament de Barcelona                                                            | Barcelona | Pl. Sant Jaume coord.                                              | Ajuntament            | E0262 | Carregueu una nova foto |
| Biblioteca de l'Arxiu Provincial de l'Escola Pia de Catalunya                                                                      | Barcelona | Rda. Sant Pau, 80, Entresol coord.                                 | Privada               | E0268 | Carregueu una nova foto |
| Arxiu Històric de la Ciutat de Barcelona. Biblioteca                                                                               | Barcelona | C. Santa Llúcia, 1 coord.                                          | Ajuntament            | E0271 | Carregueu una nova foto |
| Biblioteca del Museu Etnològic. Ajuntament de Barcelona                                                                            | Barcelona | Pg. Santa Madrona, 16 - 22 coord.                                  | Ajuntament            | E0272 | Carregueu una nova foto |
| Biblioteca Provincial dels Franciscans de Catalunya                                                                                | Barcelona | C. Santaló, 80 coord.                                              | Privada               | E0275 | Carregueu una nova foto |
| Biblioteca Laboratoris Lacer S.A.                                                                                                  | Barcelona | C. Sardenya, 350 coord.                                            | Privada               | E0276 | Carregueu una nova foto |
| Organització Nacional de Cecs Delegació Territorial de Catalunya, Biblioteca de l'                                                 | Barcelona | C. Sepúlveda, 1 coord.                                             | Privada               | E0277 | Carregueu una nova foto |
| Biblioteca Jordi Clos (Museu Egipci)                                                                                               | Barcelona | C. València, 284 coord.                                            | Privada               | E0282 | Carregueu una nova foto |
| Biblioteca Hospital Universitari Vall d'Hebron                                                                                     | Barcelona | Pg. Vall d'Hebron, 119-129 coord.                                  | Generalitat           | E0283 | Carregueu una nova foto |
| Biblioteca Mèdica. Hospital Universitari Sagrat Cor                                                                                | Barcelona | C. Viladomat, 288 coord.                                           | Privada               | E0285 | Carregueu una nova foto |
| Biblioteca de l'Institut de Tecnologia de la Construcció de Catalunya (ITeC)                                                       | Barcelona | C. Wellington, 19 coord.                                           | Privada               | E0286 | Carregueu una nova foto |
| DOCSOC - Centre de Documentació del Servei d'Ocupació de Catalunya                                                                 | Barcelona | C. Llull, 297-307 coord.                                           | Generalitat           | E0288 | Carregueu una nova foto |
| Biblioteca de l'Institut d'Estudis Fotogràfics de Catalunya                                                                        | Barcelona | C. Comte Urgell, 187 coord.                                        | Privada               | E0289 | Carregueu una nova foto |
| Centre de Documentació i Recursos Pedagògics de SIDA STUDI                                                                         | Barcelona | C. Bisbe Laguarda, 4 - 8, local 4 coord.                           | Altra titularitat     | E0290 | Carregueu una nova foto |
| Centre de Documentació del CIRD (Centre d'Informació i Recursos per a les Dones)                                                   | Barcelona | C. Camèlies, 36-38 coord.                                          | Ajuntament            | E0292 | Carregueu una nova foto |
| Biblioteca de Parcs i Jardins | Barcelona | C. Germans Desvalls, 21 coord.                                     | Ajuntament            | E0293 | Carregueu una nova foto |
| Arxiu Històric de Comissions Obreres de Catalunya. Biblioteca Auxiliar                                                             | Barcelona | Via Laietana, 16 coord.                                            | Privada               | E0296 | Carregueu una nova foto |
| Biblioteca de l'Institut Català Internacional per la Pau                                                                           | Barcelona | G. Via de les Corts Catalanes, 658 coord.                          | Generalitat           | E0297 | Biblioteca de l'Institut Català Internacional per la Pau · Vegeu més fotos · Carregueu una nova foto                       |
| Institut Català d'Antropologia | Barcelona | C. Urgell, 259- semi sòtan 3a coord.                               | Privada               | E0304 | Carregueu una nova foto |
| Museu de Ciències Naturals de Barcelona. Mediateca                                                                                 | Barcelona | Pl. Leonardo da Vinci, 4-5. Parc del Fòrum coord.                  | Ajuntament            | E0315 | Carregueu una nova foto |
| Centre de Documentació-Biblioteca del Col·legi d'Aparelladors, Arquitectes Tècnics i Enginyers d'Edificació de Barcelona (CAATEEB) | Barcelona | C. Bon Pastor, 5 coord.                                            | Privada               | E0316 | Carregueu una nova foto |
| Biblioteca de l'Institut Geològic de Catalunya                                                                                     | Barcelona | C. Balmes, 209-211 coord.                                          | Generalitat           | E0319 | Carregueu una nova foto |
| Biblioteca de Catalunya | Barcelona | C. Hospital, 56 coord.                                             | Generalitat           | N0001 | Carregueu una nova foto |
| Biblioteca Nou Barris | Barcelona | Pl. Major de Nou Barris, 2 coord.                                  | Ajuntament            | P0003 | Carregueu una nova foto |
| Biblioteca Francesc Candel | Barcelona | C. Amnistia Internacional, 8-10 coord.                             | Ajuntament            | P0007 | Carregueu una nova foto |
| Biblioteca Montbau - Albert Pérez Baró                                                                                             | Barcelona | C. Àngel Marquès, 4-6 coord.                                       | Ajuntament            | P0010 | Carregueu una nova foto |
| Biblioteca Poble Sec - Francesc Boix                                                                                               | Barcelona | C. Blai, 34 coord.                                                 | Ajuntament            | P0025 | Biblioteca Poble Sec - Francesc Boix · Vegeu més fotos · Carregueu una nova foto                                           |
| Biblioteca Guinardó - Mercè Rodoreda                                                                                               | Barcelona | C. Camèlies, 76-80 coord.                                          | Ajuntament            | P0032 | Biblioteca Guinardó - Mercè Rodoreda · Vegeu més fotos · Carregueu una nova foto                                           |
| Biblioteca La Sagrera - Marina Clotet                                                                                              | Barcelona | C. Josep Soldevila, 9 coord.                                       | Ajuntament            | P0034 | Carregueu una nova foto |
| Biblioteca Sant Antoni - Joan Oliver                                                                                               | Barcelona | C. Comte Borrell, 44-46 coord.                                     | Ajuntament            | P0051 | Biblioteca Sant Antoni - Joan Oliver · Vegeu més fotos · Carregueu una nova foto                                           |
| Biblioteca Barceloneta - La Fraternitat                                                                                            | Barcelona | C. Felícia Fuster i Viladecans, 8 coord.                           | Ajuntament            | P0052 | Biblioteca Barceloneta - La Fraternitat · Vegeu més fotos · Carregueu una nova foto                                        |
| Biblioteca Xavier Benguerel | Barcelona | Av. del Bogatell, 17 coord.                                        | Ajuntament            | P0108 | Biblioteca Xavier Benguerel · Vegeu més fotos · Carregueu una nova foto                                                    |
| Biblioteca Horta - Can Mariner | Barcelona | C. del Vent, 1 coord.                                              | Ajuntament            | P0122 | Biblioteca Horta - Can Mariner · Vegeu més fotos · Carregueu una nova foto                                                 |
| Biblioteca Montserrat Abelló | Barcelona | C. Comtes de Bell-lloc, 192-200 coord.                             | Ajuntament            | P0129 | Carregueu una nova foto |
| Biblioteca Clarà | Barcelona | C. Dr. Carulla, 22-24 coord.                                       | Ajuntament            | P0135 | Biblioteca Clarà · Vegeu més fotos · Carregueu una nova foto                                                               |
| Biblioteca Bon Pastor | Barcelona | C. Estadella, 62 coord.                                            | Ajuntament            | P0149 | Carregueu una nova foto |
| Biblioteca Les Roquetes | Barcelona | Via Favència, 288-B coord.                                         | Ajuntament            | P0151 | Carregueu una nova foto |
| Biblioteca Sofia Barat | Barcelona | C. Girona, 64 coord.                                               | Ajuntament            | P0162 | Carregueu una nova foto |
| Biblioteca Sant Pau-Santa Creu | Barcelona | C. Hospital, 56 coord.                                             | Ajuntament            | P0166 | Biblioteca Sant Pau-Santa Creu · Vegeu més fotos · Carregueu una nova foto                                                 |
| Biblioteca Poblenou - Manuel Arranz                                                                                                | Barcelona | C. Joncar, 35 coord.                                               | Ajuntament            | P0177 | Biblioteca Poblenou - Manuel Arranz · Vegeu més fotos · Carregueu una nova foto                                            |
| Biblioteca Jaume Fuster | Barcelona | Pl. Lesseps, 20-22 coord.                                          | Ajuntament            | P0185 | Biblioteca Jaume Fuster · Vegeu més fotos · Carregueu una nova foto                                                        |
| Biblioteca el Carmel – Juan Marsé                                                                                                  | Barcelona | C. Murtra, 135-145 coord.                                          | Ajuntament            | P0226 | Biblioteca El Carmel - Juan Marsé · Vegeu més fotos · Carregueu una nova foto                                              |
| Biblioteca Vapor Vell | Barcelona | Ptge. Vapor Vell, 1 coord.                                         | Ajuntament            | P0239 | Biblioteca Vapor Vell · Carregueu una nova foto                                                                            |
| Biblioteca Ramon d'Alòs-Moner | Barcelona | Rbla. Prim, 87-89 coord.                                           | Ajuntament            | P0264 | Carregueu una nova foto |
| Biblioteca Sagrada Família | Barcelona | C. Provença, 480 coord.                                            | Ajuntament            | P0267 | Biblioteca Sagrada Família · Vegeu més fotos · Carregueu una nova foto                                                     |
| Biblioteca Collserola - Josep Miracle                                                                                              | Barcelona | C. Reis Catòlics, 16-34 coord.                                     | Ajuntament            | P0274 | Biblioteca Collserola - Josep Miracle · Vegeu més fotos · Carregueu una nova foto                                          |
| Biblioteca Fort Pienc | Barcelona | C. Ribes, 12 coord.                                                | Ajuntament            | P0276 | Carregueu una nova foto |
| Biblioteca Les Corts - Miquel Llongueras                                                                                           | Barcelona | C. Riera Blanca, 1-3 coord.                                        | Ajuntament            | P0277 | Biblioteca Les Corts - Miquel Llongueras · Vegeu més fotos · Carregueu una nova foto                                       |
| Biblioteca Esquerra de l'Eixample - Agustí Centelles                                                                               | Barcelona | C. Comte d'Urgell, 145-147 coord.                                  | Ajuntament            | P0282 | Biblioteca Esquerra de l'Eixample - Agustí Centelles · Vegeu més fotos · Carregueu una nova foto                           |
| Biblioteca Canyelles | Barcelona | Rda. de la Guineueta Vella, 34 coord.                              | Ajuntament            | P0283 | Carregueu una nova foto |
| Biblioteca Francesca Bonnemaison                                                                                                   | Barcelona | C. Sant Pere més Baix, 7 coord.                                    | Ajuntament            | P0307 | Carregueu una nova foto |
| Biblioteca Vilapicina i la Torre Llobeta                                                                                           | Barcelona | Pl. Carmen Laforet, 11 coord.                                      | Ajuntament            | P0312 | Biblioteca Vilapicina i la Torre Llobeta · Vegeu més fotos · Carregueu una nova foto                                       |
| Biblioteca Ignasi Iglésias - Can Fabra                                                                                             | Barcelona | C. Segre, 24-32 coord.                                             | Ajuntament            | P0318 | Biblioteca Ignasi Iglésias - Can Fabra · Vegeu més fotos · Carregueu una nova foto                                         |
| Biblioteca Sant Martí de Provençals                                                                                                | Barcelona | C. Selva de Mar, 215, 4t (Centre Cívic) coord.                     | Ajuntament            | P0319 | Carregueu una nova foto |
| Biblioteca Vila de Gràcia | Barcelona | C. Torrent de l'Olla, 104 coord.                                   | Ajuntament            | P0332 | Biblioteca Vila de Gràcia · Vegeu més fotos · Carregueu una nova foto                                                      |
| Biblioteca Zona Nord | Barcelona | C. Vallcivera, 3 bis coord.                                        | Ajuntament            | P0338 | Carregueu una nova foto |
| Biblioteca Joan Miró | Barcelona | C. Vilamarí, 61 (Parc Joan Miró) coord.                            | Ajuntament            | P0342 | Biblioteca Joan Miró · Vegeu més fotos · Carregueu una nova foto                                                           |
| Biblioteca Gòtic - Andreu Nin | Barcelona | Rbla. de Santa Mònica, 30-32 coord.                                | Ajuntament            | P0348 | Vegeu més fotos · Carregueu una nova foto                                                                                  |
| Biblioteca del Centre Penitenciari d'Homes de Barcelona Model                                                                      | Barcelona | C. Entença, 155 coord.                                             | Generalitat           | P0369 | Carregueu una nova foto |
| Biblioteca del Centre Penitenciari de Dones de Barcelona Wad-Ras                                                                   | Barcelona | C. Doctor Trueta, 76-98 coord.                                     | Generalitat           | P0370 | Carregueu una nova foto |
| Biblioteca Vallcarca i els Penitents - M.A. Cot                                                                                    | Barcelona | Pg. Vall d'Hebron, 65-69 coord.                                    | Ajuntament            | P0424 | Carregueu una nova foto |
| Biblioteca Trinitat Vella - J. Barbero                                                                                             | Barcelona | C. Galícia, 16 coord.                                              | Ajuntament            | P0434 | Carregueu una nova foto |
| Biblioteca Camp de l'Arpa - Caterina Albert                                                                                        | Barcelona | C. Indústria, 295 coord.                                           | Ajuntament            | P0437 | Biblioteca Camp de l'Arpa - Caterina Albert · Vegeu més fotos · Carregueu una nova foto                                    |
| Universitat Abat Oliba CEU - Servei de Biblioteca i Documentació                                                                   | Barcelona | C. Bellesguard, 30 coord.                                          | Universitat           | U0001 | Carregueu una nova foto |
| CRAI UB - Biblioteca de Belles Arts                                                                                                | Barcelona | C. Baldiri Reixach, 2 coord.                                       | Universitat           | U0002 | Carregueu una nova foto |
| CRAI UB - Biblioteca de Biblioteconomia                                                                                            | Barcelona | C. Melcior de Palau, 140 coord.                                    | Universitat           | U0003 | Carregueu una nova foto |
| CRAI UB - Biblioteca de Biologia                                                                                                   | Barcelona | Av. Diagonal, 645 coord.                                           | Universitat           | U0004 | Carregueu una nova foto |
| CRAI UB - Biblioteca de Campus Mundet                                                                                              | Barcelona | Pg. de la Vall d'Hebron, 171 coord.                                | Universitat           | U0006 | Carregueu una nova foto |
| CRAI UB - Biblioteca de Dret | Barcelona | Av. Diagonal, 684 coord.                                           | Universitat           | U0007 | Carregueu una nova foto |
| CRAI UB - Biblioteca d'Econòmiques                                                                                                 | Barcelona | Av. Diagonal, 690 coord.                                           | Universitat           | U0008 | Carregueu una nova foto |
| CRAI UB - Biblioteca d'Empresarials                                                                                                | Barcelona | Av. Diagonal, 696 coord.                                           | Universitat           | U0009 | Carregueu una nova foto |
| CRAI UB - Biblioteca del Campus Diagonal Nord Primer Nivell                                                                        | Barcelona | C. Tinent Coronel Valenzuela, 1-11 coord.                          | Universitat           | U0010 | Carregueu una nova foto |
| CRAI UB - Biblioteca de Farmàcia                                                                                                   | Barcelona | Av. Joan XXIII coord.                                              | Universitat           | U0011 | Carregueu una nova foto |
| CRAI UB - Biblioteca de Filosofia, Geografia i Història                                                                            | Barcelona | C. Montalegre, 8 coord.                                            | Universitat           | U0013 | Carregueu una nova foto |
| CRAI UB - Biblioteca de Física i Química                                                                                           | Barcelona | Av. Diagonal, 647 coord.                                           | Universitat           | U0014 | Carregueu una nova foto |
| CRAI UB - Biblioteca de Geologia                                                                                                   | Barcelona | C. Martí Franquès coord.                                           | Universitat           | U0015 | Carregueu una nova foto |
| CRAI UB - Biblioteca de Lletres | Barcelona | G. Via de les Corts Catalanes, 585 coord.                          | Universitat           | U0016 | Carregueu una nova foto |
| CRAI UB - Biblioteca de Matemàtiques                                                                                               | Barcelona | G. Via de les Corts Catalanes, 585 coord.                          | Universitat           | U0017 | Carregueu una nova foto |
| CRAI UB - Biblioteca de Medicina                                                                                                   | Barcelona | C. Casanova, 143 coord.                                            | Universitat           | U0018 | Carregueu una nova foto |
| CRAI UB - Biblioteca del Pavelló de la República                                                                                   | Barcelona | Av. Cardenal Vidal i Barraquer, 34-36 coord.                       |                       | U0019 | CRAI UB - Biblioteca del Pavelló de la República · Vegeu més fotos · Carregueu una nova foto                               |
| CRAI UB - Biblioteca de Relacions Laborals                                                                                         | Barcelona | C. Còrsega, 409 coord.                                             | Universitat           | U0020 | Carregueu una nova foto |
| CRAI UB - Biblioteca de Reserva | Barcelona | G. Via de les Corts Catalanes, 585 coord.                          | Universitat           | U0021 | Carregueu una nova foto |
| Biblioteca Virtual de la Universitat Oberta de Catalunya                                                                           | Barcelona | Rbla. de Poblenou, 156 coord.                                      | Universitat           | U0024 | Carregueu una nova foto |
| Universitat Internacional de Catalunya (Barcelona)                                                                                 | Barcelona | C. de la Immaculada, 22 coord.                                     | Universitat           | U0043 | Carregueu una nova foto |
| Universitat Politècnica de Catalunya. Biblioteca Rector Gabriel Ferraté (BRGF)                                                     | Barcelona | C. Jordi Girona, 1-3 coord.                                        | Universitat           | U0048 | Carregueu una nova foto |
| Universitat Politècnica de Catalunya. Escola Politècnica Superior d'Edificació de Barcelona                                        | Barcelona | Av. Doctor Marañón, 44-50 coord.                                   | Universitat           | U0049 | Carregueu una nova foto |
| Universitat Politècnica de Catalunya. Escola Tècnica Superior d'Arquitectura de Barcelona                                          | Barcelona | Av. Diagonal, 649 coord.                                           | Universitat           | U0051 | Carregueu una nova foto |
| Universitat Politècnica de Catalunya. Escola Tècnica Superior d'Enginyeria Industrial de Barcelona                                 | Barcelona | Av. Diagonal, 647 coord.                                           | Universitat           | U0053 | Carregueu una nova foto |
| Universitat Politècnica de Catalunya. Escola Universitària d'Enginyeria Tècnica Industrial de Barcelona                            | Barcelona | C. Comte d'Urgell, 187 coord.                                      | Universitat           | U0055 | Carregueu una nova foto |
| Universitat Politècnica de Catalunya. Facultat de Matemàtiques i Estadística                                                       | Barcelona | C. Pau Gargallo, 5 coord.                                          | Universitat           | U0056 | Carregueu una nova foto |
| Universitat Politècnica de Catalunya. Facultat de Nàutica de Barcelona                                                             | Barcelona | Pl. del Palau, 18 coord.                                           | Universitat           | U0057 | Carregueu una nova foto |
| Universitat Pompeu Fabra. Biblioteca de l'Institut Universitari d'Història Jaume Vicens Vives (IUHJVV)                             | Barcelona | C. Ramon Trias Fargas, 25-27 coord.                                | Universitat           | U0058 | Carregueu una nova foto |
| Universitat Pompeu Fabra. Biblioteca del Campus Universitari Mar                                                                   | Barcelona | C. Doctor Aiguader, 80 coord.                                      | Universitat           | U0059 | Carregueu una nova foto |
| Universitat Pompeu Fabra. Biblioteca / CRAI de la Ciutadella                                                                       | Barcelona | C. Ramon Trias Fargas, 25-27 coord.                                | Universitat           | U0060 | Carregueu una nova foto |
| Universitat Pompeu Fabra. Biblioteca / CRAI del Poblenou                                                                           | Barcelona | C. Roc Boronat, 138 coord.                                         | Universitat           | U0061 | Carregueu una nova foto |
| Universitat Ramon Llull. Enginyeria i Arquitectura La Salle                                                                        | Barcelona | C. Quatre Camins, 30 coord.                                        | Universitat           | U0064 | Carregueu una nova foto |
| Universitat Ramon Llull. ESADE - Campus Barcelona. Pedralbes                                                                       | Barcelona | C. Marquès de Mulhacén, 40-42 coord.                               | Universitat           | U0065 | Carregueu una nova foto |
| Universitat Ramon Llull. Escola Universitària de Turisme St. Ignasi                                                                | Barcelona | C. Carrasco i Formiguera, 32 coord.                                | Universitat           | U0068 | Carregueu una nova foto |
| Universitat Ramon Llull. Facultat de Ciències de la Salut Blanquerna                                                               | Barcelona | C. Padilla, 326-332 coord.                                         | Universitat           | U0069 | Carregueu una nova foto |
| Universitat Ramon Llull. Facultat de Comunicació Blanquerna                                                                        | Barcelona | C. Valldonzella, 23 coord.                                         | Universitat           | U0070 | Carregueu una nova foto |
| Universitat Ramon Llull. Facultat de Psicologia, Ciències de l'Educació i de l'Esport Blanquerna                                   | Barcelona | C. Cister, 34 coord.                                               | Universitat           | U0071 | Carregueu una nova foto |
| Universitat Ramon Llull. Facultat d'Educació Social i Treball Social Pere Tarrés                                                   | Barcelona | C. Santaló, 37 coord.                                              | Universitat           | U0072 | Carregueu una nova foto |
| Universitat Ramon Llull. Institut Químic de Sarrià                                                                                 | Barcelona | Via Augusta, 390 coord.                                            | Universitat           | U0074 | Carregueu una nova foto |
| Universitat Ramon Llull. Institut Universitari de Salut Mental Vidal i Barraquer                                                   | Barcelona | C. Sant Gervasi de Cassoles, 88-90 coord.                          | Universitat           | U0075 | Carregueu una nova foto |
| ESADE. Centre de Documentació Europea                                                                                              | Barcelona | C. Marqués de Mulhacén, 40-42 coord.                               | Universitat           | U0088 | Carregueu una nova foto |